# 渡島半島
渡島半島（日语：／ Oshima hantō */?）為日本北海道西南部的半島，又可細分為瀕臨日本海的松前半島、以及瀕臨太平洋的龜田半島。該半島的中心都市為函館市。大沼國定公園位於渡島半島東側。